# Руменс
Руме́нс (фр. Roumens, окс. Romens) — коммуна во Франции, находится в регионе Юг — Пиренеи. Департамент — Верхняя Гаронна. Входит в состав кантона Ревель. Округ коммуны — Тулуза.
Код INSEE коммуны — 31463.

## География
Коммуна расположена приблизительно в 600 км к югу от Парижа, в 45 км к востоку от Тулузы.

## Климат
Климат умеренно-океанический. Зима мягкая и снежная, весна характеризуется сильными дождями и грозами, лето сухое и жаркое, осень солнечная. Преобладают сильные юго-восточные и северо-западные ветры.

## Население
Население коммуны на 2010 год составляло 249 человек.
| 1962 | 1968 | 1975 | 1982 | 1990 | 1999 | 2010 |
| ---- | ---- | ---- | ---- | ---- | ---- | ---- |
| 158  | 149  | 141  | 144  | 168  | 201  | 249  |

## Администрация
| Период | Период | Фамилия        | Партия | Примечания |
| ------ | ------ | -------------- | ------ | ---------- |
| 2001   | 2008   | Бернар Барбаст |        |            |
| 2008   | 2020   | Жан Латше      |        |            |

## Экономика
В 2010 году среди 166 человек трудоспособного возраста (15—64 лет) 129 были экономически активными, 37 — неактивными (показатель активности — 77,7 %, в 1999 году было 77,1 %). Из 129 активных жителей работали 116 человек (63 мужчины и 53 женщины), безработных было 13 (7 мужчин и 6 женщин). Среди 37 неактивных 12 человек были учениками или студентами, 18 — пенсионерами, 7 были неактивными по другим причинам.